# Mene
Mene – rodzaj morskich ryb okoniokształtnych z monotypowej rodziny monetowatych (Menidae). Jedynym współcześnie żyjącym przedstawicielem tego rodzaju jest, występująca w przybrzeżnych wodach Oceanu Indyjskiego i zachodniego Pacyfiku:
- Mene maculata – moneta plamista[3], monetka plamista[4].